# De Wet volgens Milo
De Wet volgens Milo was een Vlaamse advocatenserie op VTM die in 2005 op televisie verscheen.

## Concept
Het hoofdpersonage is de jonge advocaat Milo Meijer die werkt voor Advocatenbureau Meijer-Vermaat. Zijn collega's zijn Eva De Bouw en Koen Vermaat, die de zoon is van Vermaat senior, de baas van het grootste topadvocatenbureau uit de streek. Zij nemen alleen zaken aan van mensen met hoge posities die hun tarieven kunnen betalen, terwijl Milo en Koen voortdurend kansloze zaken aannemen om mensen te helpen, niet om geld te verdienen. Een aparte plaats in de serie neemt Venus in, de hond van Milo (Een woordspeling op de Venus van Milo).
De serie werd niet het succes waar de makers op hoopten.  In Vlaanderen gaf VTM geen opdracht voor een tweede seizoen. Net5 die de serie in Nederland aankocht haakte af toen na de derde aflevering de kijkcijfers helemaal ingezakt waren. De serie haalde er amper 150.000 kijkers.

## Personages
- Kurt Rogiers – Milo Meijer
- Maike Boerdam – Eva De Bouw
- Miryanna van Reeden – Lucille Mullens
- Dries Vanhegen – Koen Vermaet
- Rik Van Uffelen – Vermaet senior
- Katrien De Becker – Karen/Karin Vermaat
- Vincent-Victor Vermiert - Kasper Vermaat
- Veerle Dejonghe – Kato Vermeulen
- Ron Cornet – Stafhouder Boelens
- Veva De Blauwe – Veerle
- Veerle Eyckermans – Rechter Peeters
- Tuur De Weert - Rechter Van Daele
- Marilou Mermans – Rechter
- Hans De Munter – Procureur
- Chiel Van Berkel – Herbert Stevens
- Piet Balfoort – Rechter Bos
- Pascale Bal – Daphne
- Robert Borremans – Rechter
- Axel Daeseleire – Guido
- Vera Puts – Rechter Kamp
- Dieter Troubleyn – Advocaat van Yves
- Bob Van Der Veken – Rechter
- Koen Van Impe – Rechter Van Daele
- Greta Van Langendonck – Rechter Van Houte
- Guy Van Sande – Procureur
- Cindy das Neves Julio – Laila